# Gare de Marioupol-Port
La gare de Marioupol-Port, (ukrainien : Маріуполь-Порт) est une gare ferroviaire ukrainienne située à Marioupol, dans l'oblast de Donetsk.

## Histoire
Elle a aussi porté le nom de gare Jdanov.

### Desserte
Elle dessert le port de la ville.

### Intermodalité
Située dans le quartier Primorsky, elle est reliée à Lyman du chemin de fer de Donetsk en tant que fin de réseau. Et aussi connectée au réseau de trolley N°2,4,8,10 et 13 ; au bus N°18a et 28a.